# Navigerbar sjö
Navigerbar sjö används som beteckning för vattenområden där framfart med större fartyg är möjlig. Synonymt uttryck är segelbar sjö.
OECD använder "Navigerbar sjö" som en statistisk term för att definiera naturliga vattensamlingar i Europa som är öppna för navigering och transporter.